# Jackie Pretorius
Jackie Pretorius, južnoafriški dirkač Formule 1, * 22. november 1934, Potchefstroom, Transvaal, Južnoafriška republika, † 30. marec 2009, Johannesburg.
Jackie Pretorius je upokojeni južnoafriški dirkač Formule 1. Debitiral je na domači in prvi dirki sezone 1965 za Veliko nagrado Južne Afrike, kjer se mu ni uspelo kvalificirati na dirko. Drugič je v Formuli 1 nastopil na domači in prvi dirki sezone 1968 za Veliko nagrado Južne Afrike, kjer je sicer dirko končal, toda zaradi več kot devetih krogov zaostanka za zmagovalcem ni bil uvrščen. Nastopil je še na Velikih nagradah Južne Afrike 1971 in 1973, toda obakrat je odstopil, kasneje pa ni nikoli več dirkal v Formuli 1.

## Popolni rezultati Formule 1
(legenda) (odebeljene dirke pomenijo najboljši štartni položaj, poševne pa najhitrejši krog, †-uvrščen kljub odstopu)
| Leto | Moštvo                     | Šasija            | Motor                 | 1        | 2   | 3       | 4   | 5   | 6   | 7   | 8   | 9   | 10  | 11  | 12  | 13  | 14  | 15  | Prv | Toč |
| ---- | -------------------------- | ----------------- | --------------------- | -------- | --- | ------- | --- | --- | --- | --- | --- | --- | --- | --- | --- | --- | --- | --- | --- | --- |
| 1965 | Jackie Pretorius           | LDS Mk 1          | Alfa Romeo Straight-4 | JAR DNPQ | MON | BEL     | FRA | VB  | NIZ | NEM | ITA | ZDA | MEH |     |     |     |     |     | -   | 0   |
| 1968 | Team Pretoria              | Brabham BT11      | Climax Straight-4     | JAR NC   | ŠPA | MON     | BEL | NIZ | FRA | VB  | NEM | ITA | KAN | ZDA | MEH |     |     |     | -   | 0   |
| 1971 | Team Gunston               | Brabham BT26A     | Cosworth V8           | JAR Ret  | ŠPA | MON     | NIZ | FRA | VB  | NEM | AVT | ITA | KAN | ZDA |     |     |     |     | -   | 0   |
| 1973 | Frank Williams Racing Cars | Iso-Marlboro FX3B | Cosworth V8           | ARG      | BRA | JAR Ret | ŠPA | BEL | MON | ŠVE | FRA | VB  | NIZ | NEM | AVT | ITA | KAN | ZDA | -   | 0   |